# (1292) Luce
(1292) Luce ist ein Asteroid des Hauptgürtels, der am 17. September 1933 von dem belgischen Astronomen Fernand Rigaux in Ukkel entdeckt wurde.
Der Asteroid ist nach der Ehefrau des Entdeckers benannt.